# OCAP
OCAP CO2 v.o.f. te Schiedam is een 100% dochteronderneming van gassenleverancier Linde Gas (Benelux). OCAP is de afkorting van organic CO2 for assimilation by plants (Organische koolstofdioxide voor assimilatie door planten).

## Activiteiten
OCAP levert ca. 300.000 ton zuivere CO2 aan de glastuinbouw in het Westland, Lansingerland, Delfgauw en Wilgenlei. De productie van waterstof bij Shell Pernis levert per uur 160 ton CO2 op. Door CO2 van OCAP af te nemen, besparen tuinders zo’n 115 miljoen m3 aardgas per jaar waardoor de uitstoot van CO2 met 205.000 ton per jaar afneemt. Dat gas zouden ze anders in de zomer verstoken om de vrijkomende CO2 uit de schoorsteen van hun stookinstallatie in de kas te leiden. Extra CO2 in de kas stimuleert de groei van de gewassen. De totale behoefte aan koolstofdioxide binnen de Nederlandse glastuinbouwsector is ongeveer 2 miljoen ton op jaarbasis. 
De NPM verzorgt het hoofdtransport en de opslag van CO2 onder een druk van 16 tot 22 bar. Daarbij wordt onder meer gebruikgemaakt van een oude 83 km lange oliepijpleiding tussen Rotterdam en Amsterdam. Kleinere CO2-netwerken verzorgen de levering aan de individuele tuinders. Het beheer en onderhoud van deze leiding wordt uitgevoerd door Pipeline Control dat gevestigd is in Papendrecht. OCAP heeft OCAP CO2 transport B.V. opgericht, betrokken bij de plannen voor de ondergrondse opslag van CO2 te Barendrecht.

## Externe veiligheid
De externe veiligheid, de mogelijke risico's die aan het transport van CO2 door de NPM-leidingen verbonden kunnen zijn, zijn onder meer door TNO en RIVM onderzocht. Daaruit bleek dat er bij een worstcasescenario (totale breuk van de ondergrondse hoofdleiding) tot op een afstand van 17,5 meter het gevaar is van gewonden door rondslingerend puin en glas ten gevolge van de drukgolf (CO2 is niet explosief en niet brandbaar). Bij een te hoge concentratie CO2 in de omgevingslucht bestaat de kans op verstikking. Volgens de berekeningen van TNO en RIVM is die kans in een worstcasescenario beperkt tot een straal van 4 meter rondom de breuk (door RIVM) en 180 meter (door TNO). Daarbuiten zal de CO2 (die als een fontein vrijkomt) zich al voldoende met de lucht hebben vermengd om geen verstikkingsgevaar meer op te leveren.
Omdat er weinig ervaringscijfers bekend zijn met betrekking tot de risico's bij transport in buisleidingen maakt men gebruik van de modellen (lange buismodel) en cijfers die gebruikt worden bij het transport van aardgas. CO2 is geur- en kleurloos en zal minder snel worden opgemerkt. Een calamiteit waarbij veel CO2 vrijkomt zal duidelijk hoorbaar zijn en gepaard gaan met veel lawaai en een drukgolf. Er zijn echter ook gevallen bekend waarbij een lekkende CO2-leiding lange tijd onopgemerkt bleef (zie incidenten) en de CO2 zich in lagere delen kan verzamelen tot een concentratie die tot verstikking kan leiden.

### Maatregelen
De CO2-leiding van NPM loopt langs de Oosterheemlijn te Zoetermeer en onder de locatie van Station Lansingerland-Zoetermeer.
Omdat bij de oorspronkelijke risicoberekeningen geen rekening was gehouden met de bijzondere situatie en de locatie en het Station Lansingerland-Zoetermeer, is de leiding in het najaar van 2009 over een lengte van 1250 meter op een diepte van 32 meter door middel van horizontaal gestuurd boren verlegd. De leiding was eerst over de volle lengte door in de wijk Oosterheem uitgelegd.
De leiding door de woonwijk wordt vooralsnog niet verlegd. Ook is de CO2-leiding aan de voet van de spoordijk nog niet opgenomen in het nieuwe calamiteitenplan van Randstadrail. De leiding komt onder het station Lansingerland-Zoetermeer weer omhoog tot op een diepte van een meter en gaat via een duiker in zuidelijke richting onder de A12 door. De leiding is niet met de boring onder de A12 doorgetrokken omdat daar een 80 bar-hogedrukkerosineleiding ligt en ook de 40 bar-hogedrukaardgasleiding naar Zoetermeer. De grenzen van het bestemmingsplan Verlengde Oosterheemlijn zijn speciaal aangepast zodat de duiker en de twee buisleidingen buiten het bestemmingsplan bleven. Bovendien ligt de leiding onder de A12 zonder een beschermende buitenmantel, vrij toegankelijk in het water. Daar waar de buitenmantel wel aanwezig is werd een gezaagd gat aangetroffen en de draden van de signaalleiding die voor de beveiliging moeten zorgen, liggen in een gescheurde buis in het water. Hoewel dit eind april 2010 is gemeld is de leiding normaal in productie omdat anders de levering aan de tuinders in gevaar zou komen.

### Incidenten
- Bleiswijk 12 mei 2010. Lekkende gasleiding Krokussenweg Bleiswijk.[4]
- Westland 4 mei 2009. Lek OCAP reduceerstation.[5]
- Lansingerland feb 2009[6]. Als gevolg van een lekkende CO2-leiding in Berkel en Rodenrijs kwamen in september en december 2008 verscheidene eenden door verstikking om het leven. Het Hoogheemraadschap van Delfland reageerde aanvankelijk niet op het voorval in september. Bij de melding in december 2008 schakelde de afdeling milieu van Lansingerland de DCMR in die vervolgens metingen heeft uitgevoerd. Duidelijk werd dat de boosdoener CO2 was. De eigenaar van de leiding, NPM, is toen direct ingeschakeld en het lek is onmiddellijk gedicht.
- Zoetermeer 31 mei 2010. Onder de A12 te Zoetermeer werd de OCAP CO2-leiding aangetroffen die zonder stalen mantel in een duiker in het water lag.[7] De leiding vertoonde tekenen van corrosie die door de omhullende laag was gebroken. Onder de A12 werd ook in de stalen mantel een gezaagd gat aangetroffen. Een kabel met een onbekende functie lag in een gebroken houder met de draden in het water. De leiding wordt onderhouden en beheerd door Pipeline Control te Sliedrecht. Het Ministerie van VROM stelt een onderzoek in.